# Cmentarz wojenny nr 232 – Jodłowa
Cmentarz wojenny nr 232 w Jodłowej – cmentarz wojenny z I wojny światowej.
Cmentarz został zaprojektowany przez Gustava Rossmanna. Znajduje się w miejscu starego cmentarza cholerycznego. Pochowano tu ponad dwustu żołnierzy austro-węgierskich oraz rosyjskich. W centrum znajduje się betonowy postument z drewnianym krzyżem. Oryginalna tablica inskrypcyjna nie zachowała się. Zamiast niej mieszkańcy umieścili w 1984 roku tablicę upamiętniającą Jodłowian zmarłych na epidemię cholery w 1855 r. Na cmentarzu znajdują się trzy duże betonowe nagrobki oraz żeliwne krzyże nagrobne.